# Liste de minéraux (lettre E)
Pour un article plus général, voir Liste de minéraux
- Éakérite
- Éarlandite
- Earshannonite
- Eastonite
- Écandrewsite
- Ecdémite
- Eckermannite
- Éclarite
- Edenharterite, sulfosel, couleur brun-noir. Découvert en 1992 dans le Binntal, Valais (Suisse).
- Édénite, amphibole, couleur, blanc, gris à vert sombre. Nommé pour Edenville (État de New York, USA).
- Edgarbaileyite
- Edgarite
- Edingtonite
- Édoylérite
- Effenbergerite
- Efremovite
- Eggonite
- Eggletonite
- Eglestonite
- Ehrléite
- Eifelite
- Eitélite
- Ékanite
- Ékaterinite
- Ekatite
- Elbaïte
- Ellenbergérite
- Ellisite
- Elpasolite
- Elpidite Na2ZrSi6O15 • 3 H2O
- Élyite, sulfate, couleur violet. Découvert en 1972 à Ward, White Pine (Nevada).
- Embréchite
- Embreyite
- Émeleusite
- Émeraude variété de béryl
- Emmonsite
- Emplectite
- Empressite
- Énargite
- Endellite
- Englishite
- Enstatite
- Éosphorite
- Éphésite
- Épididymite
- Épidote
- Épistilbite
- Épistolite
- Eponyne
- Épsomite
- Ercitite
- Erdite
- Éricaïte
- Éricssonite
- Ériochalcite
- Érionite
  - Érionite-Ca
  - Érionite-K
  - Érionite-Na
- Erlianite
- Erlichmanite
- Ernienickélite, oxyde, couleur noir à rouge-brun. Découvert en 1994 à Siberia, ouest de l'Australie.
- Erniggliite
- Ernstite
- Ershovite
- Ertixiite
- Érythrite Co3(AsO4)2 • 8 H2O
- Érythrosidérite
- Eskebornite
- Eskimoïte
- Eskolaïte
- Espéranzaïte
- Espérite
- Essenéite, pyroxène, inosilicate, couleur brun-rouge. Découvert en 1987 à Reno-Junction (Wyoming).
- Étain natif Sn
- Ettringite
- Eucaïrite
- Euchroïte
- Euclase
- Eucryptite
- Eudialyte
- Eudidymite
- Eugénite
- Eugstérite
- Eulytine
- Euxénite-(Y)
- Évansite
- Évéite
- Évenkite
- Éwaldite
- Eylettersite
- Ezcurrite
- Eztlite